# Variable Camshaft Timing
Il sistema VCT (acronimo di Variable Camshaft Timing, in italiano fasatura variabile dell'albero a camme) è una tecnologia sviluppata dalla casa automobilistica statunitense Ford nel 1993 per il controllo della fasatura delle valvole, che utilizza un controllo elettro-idraulico per permettere all'olio motore di essere inviato in una apposita cavità dell'albero a camme.

## Descrizione e funzionamento

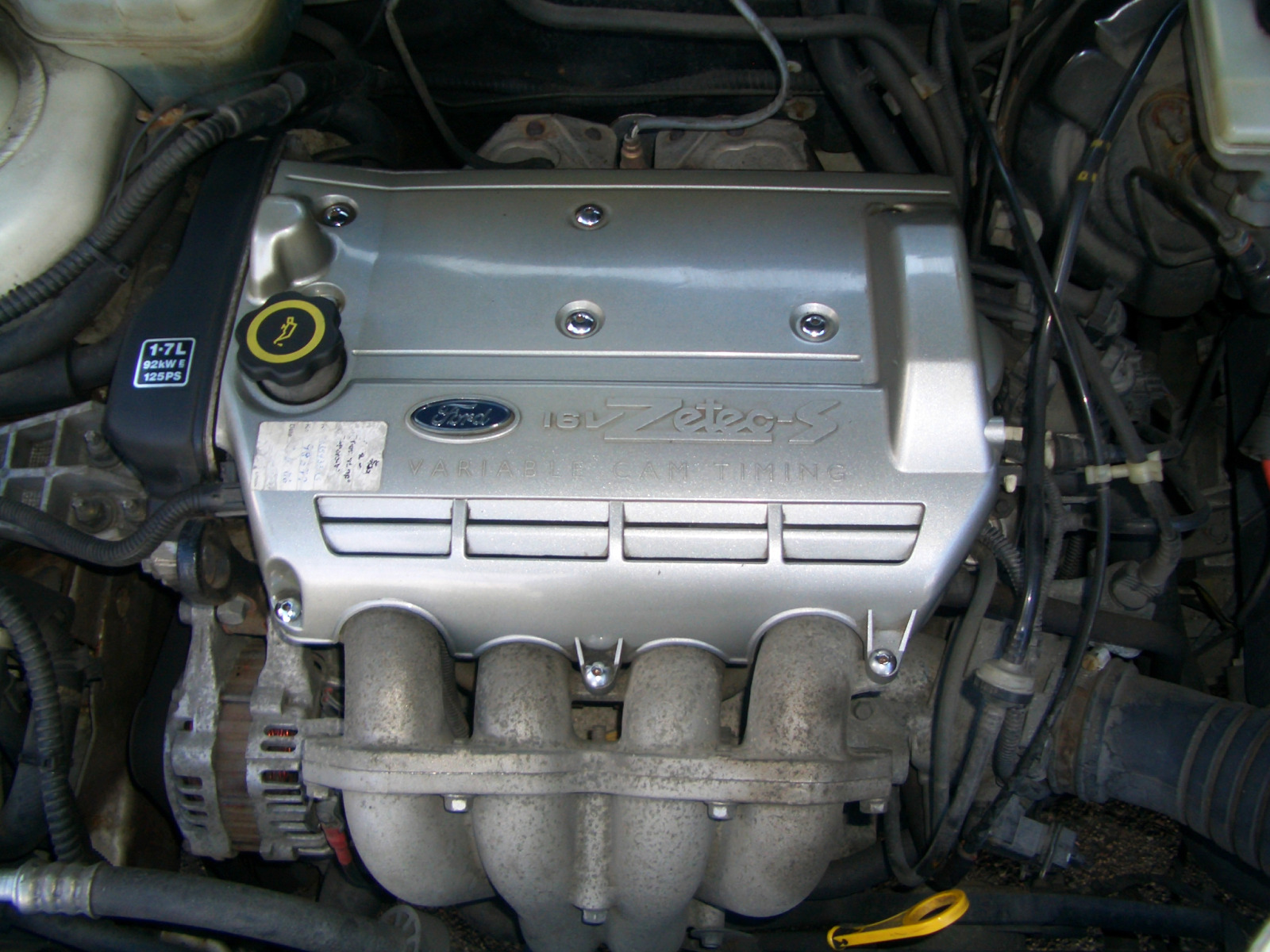
Motore da 1.7 litri Ford Zetec-S VCT di una Ford Puma, uno dei primi dotato di questo sistema

Il lubrificante, il cui percorso è controllato da solenoidi, esce dal cilindro e dalla testata del motore per andare verso la parte anteriore del motore, in una posizione vicino all'albero a camme.
Quindi, in certe situazioni di funzionamento del motore, un sistema PCM (Power Control Module) trasmette un segnale elettrico ai solenoidi succitati, in modo tale da aprire una valvola di regolazione dell'afflusso d'olio nell'apposita cavità dell'albero a camme. Riempiendo questa cavità si cambia l'alzata delle valvole o si ritarda la loro apertura, per consentire prestazioni ottimali del motore, ridurre le emissioni nocive ed avere una maggiore efficienza energetica, a seconda del carico motore, del regime e di quanto è premuto l'acceleratore. Il sistema VCT, tra l'altro, sostituisce efficacemente il sistema a ricircolo del gas di scarico (EGR).

## Ti-VCT

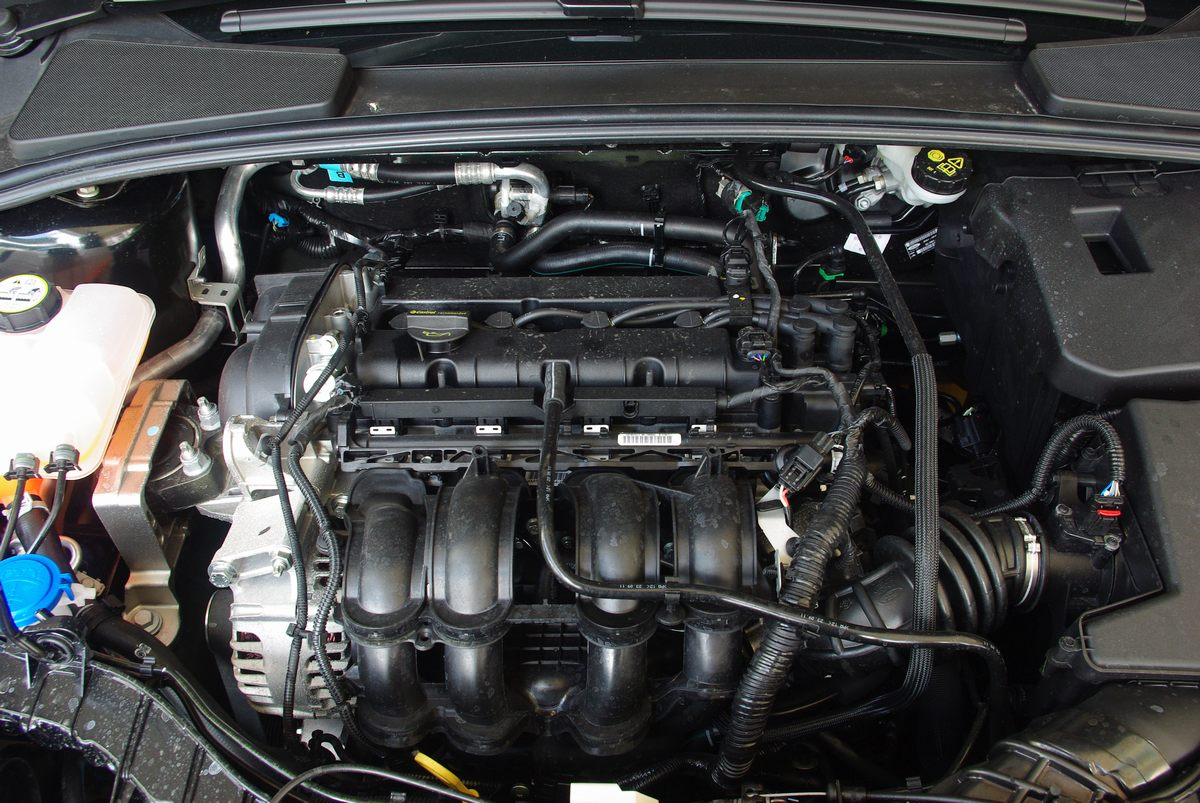
Motore Ford Duratec 1.6 litri TI-VCT di una Ford Focus del 2012

Il sistema Ti-VCT (acronimo di Twin Independent Variable Camshaft Timing, ovvero doppio indipendente sistema a fasatura variabile dell'albero a camme) è il nome dato dalla Ford per i motori dotati di un sistema con la possibilità, in modo indipendente, di anticipare o ritardare la tempistica degli alberi a camme adibiti ai movimenti delle valvole di aspirazione e di scarico, che differisce dalle versioni originali VCT, che operavano solo su un singolo albero a camme.
Questo permette di avere una maggiore e migliore erogazione di potenza e coppia, in particolare a un basso numero di giri del motore, oltre che a dare luogo ad una migliore efficienza ed economicità di utilizzo del carburante ed a ottenere emissioni ridotte.
Alcuni motori Ford Ti-VCT usano la BorgWarner's Cam Torque Actuation (CTA), un sistema che utilizza l'energia torsionale delle valvole per ruotare l'albero a camme, al posto della tradizionale pressione dell'olio presente nella cavità dell'albero a camme.

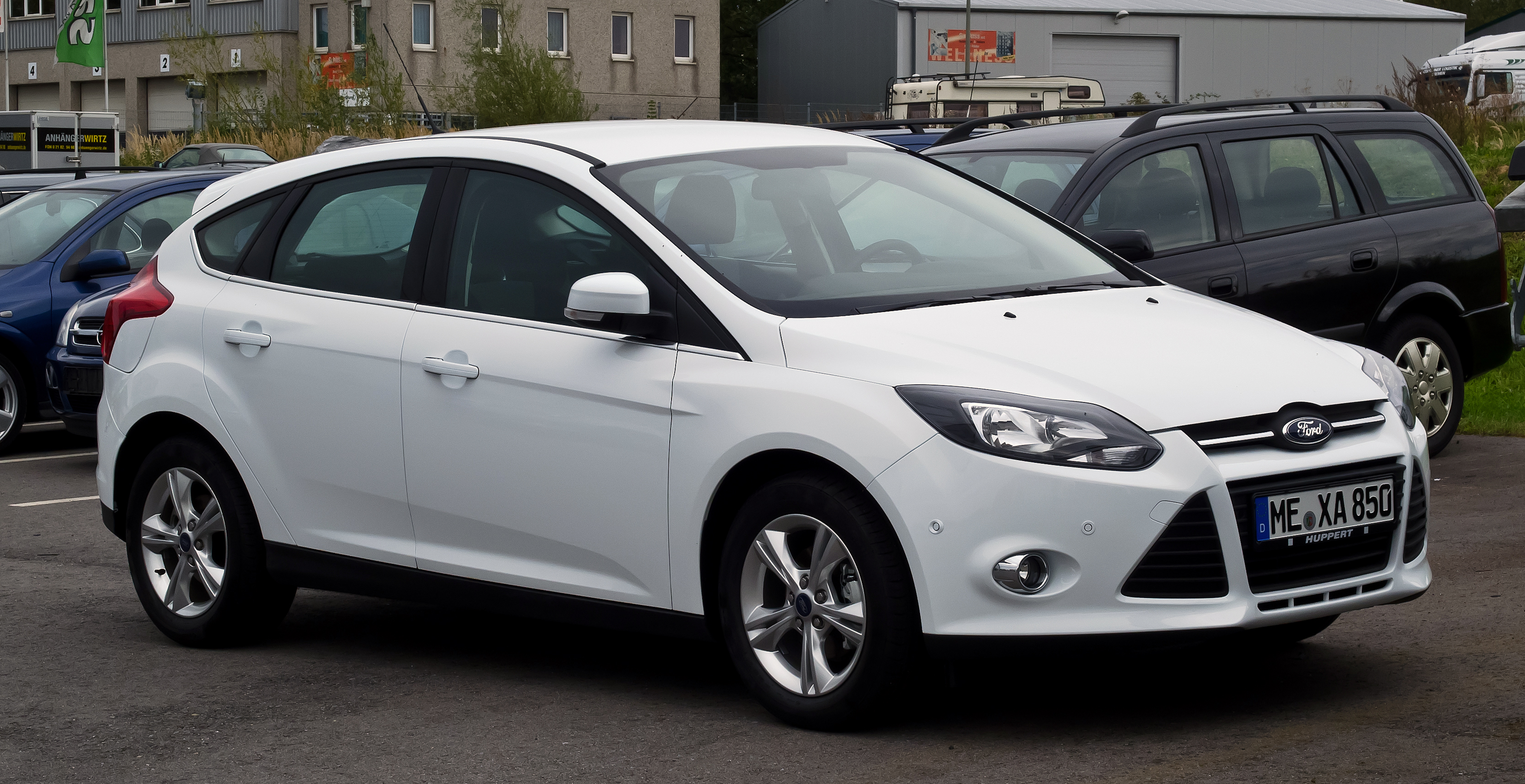
Ford Focus III serie del 2012 dotata del motore 1.6 Ti-VCT

Molti nuovi motori Ford sono dotati del sistema Ti-VCT, compresi quelli utilizzati nel 2011-2015 sulla Mustang MkV, Ford Edge e Edge Sport del 2011, Lincoln MKX del 2011, Ford Fiesta del 2011, Ford Explorer 2011, nel 2011-2016 sulla Ford F-150 ,sulla Ford Focus 2012  e nella nuova ka+ del 2017.